# Манастир Богородица Хвостанска
Манастир Богородице Хвостанске, такође познат и као Студеница Хвостанска или Мала Студеница, некадашњи је српски православни манастир из средњовековног и раног нововековног периода. У раздобљу од 13. до 17. века био је катедрални манастир светосавске Хвостанске епархије. Пострадао је за време османске власти, након 1690. године, тако да су од бивших манастирских здања данас сачувани само темељи. Представља непокретно културно добро као споменик културе од изузетног значаја.

## Историја
Налази се на обронцима Мокре Горе, недалеко од села Студенице и Врело у општини Исток, 20 km северно од Пећи. Најстарија сакрална грађевина у комплексу је тробродна базилика из VI века, која се налазила у склопу утврђеног насеља. Приликом оснивања аутокефалне српске архиепископије 1219. године, у Богородици Хвостанској је било смештено седиште шесте (Хвостанске) од седам српских епископија и том приликом је у манастиру подигнута нова црква. Век и по касније, 1381. године помиње се први пут и као Хвостанска митрополија, а као таква се у изворима јавља и 1473, 1566. и 1635. године. После Велике сеобе Срба 1690. године, манастир је запустео, након чега је започело његово пропадање и рушење.
Током наредних векова, манастирске цркве и пратећи објекти су готово у потпуности порушени, а материјал је искоришћен у градњи џамија и кућа у околним селима (Врела, Студеница и Каличане), али и оближњој Пећи, у којој је локални мутасериф искористио камене орнаменте, стубове и њихове капителе, да би подигао себи амам. Крајем 19. века још увек су били видљиви остаци манастирског комплекса, али су их локални Турци и Албанци искористили за подизање својих кула (утврђених кућа), тако да их је почетком 20. века било немогуће уочити. Истраживачки радови на комплексу су обављени 1930. године, а конзервација пронађених остатака је вршена у периоду од 1966. до 1970. године. Том приликом је откривено ливено звоно у коме су биле сакривене две плаштанице, једна из 14. века, а друга је дело монаха Лонгина из 16. века. Обе се данас налазе у ризници манастира Пећка патријаршија.
Крајем 20. века, епископ рашко-призренски Артемије је планирао обнову манастирске цркве и комплекса, али се услед НАТО агресије на СРЈ и доласка КФОРа и УНМИКа у јужну српску покрајину од тога одустало.

### Период након 1999. године
Почетком јануара 2024. године, сепаратистичке власти Косова оградиле су темеље манастирског храма и поставиле информативну таблу на албанском језику. На табли је наведено да је објекат католичка базилика, што је изазвало контроверзе, с обзиром на историјску и верску значајност манастира за Српску православну цркву. Претходно је овај, као и многи други објекти СПЦ на Косову и Метохији, стављен на листу косовских институција заштите.
У јулу 2025. године, на археолошком локалитету манастира, одржан је верски обред без сагласности Српске православне цркве, унутар специјално заштићене зоне. Римокатолички свештеник Фран Кољај изнео је националистичке поруке које, према тврдњама Епархије рашко-призренске, подстичу међуетничку и међуверску мржњу и погрешно тумаче историјске чињенице. Епархија је оштро осудила овај акт као кршење закона и наставак политизације верске и културне баштине Српске православне цркве, позивајући међународне представнике да заштите њена права.

## Манастирски комплекс
Првобитна манастирска црква је подигнута у 6. веку и имала је основу тробродне базилике са нартексом и полукружном апсидом у којој се налазио реликвијар. На њеној северној страни, подигнута је једнобродна капелица са нартексом. У трећој деценији 13. века, подигнута је на старим темељима нова једнобродна црква као седиште Хвостанског епископа. Имала је споља правоугаону, а изнутра полукружну олтарску апсиду. На њеној источној страни налазио се трансепт, над црквом се уздизала купола, а уз нартекс су постојали параклиси, по чему је слична цркви светог Спаса у Жичи.
Поред главне цркве, у манастиру је постојала и једнобродна црква са полукружном олтарском апсидом. У склопу манастира су откривени темељи старе трпезарије са основом издуженог правоугаоника која је такође поседовала полукружну апсиду, а поред цркве се налазило гробље са кога су поједине надгробне плоче уграђене у џамије у околним селима Студеница и Врело.